# Würzburg (radar)

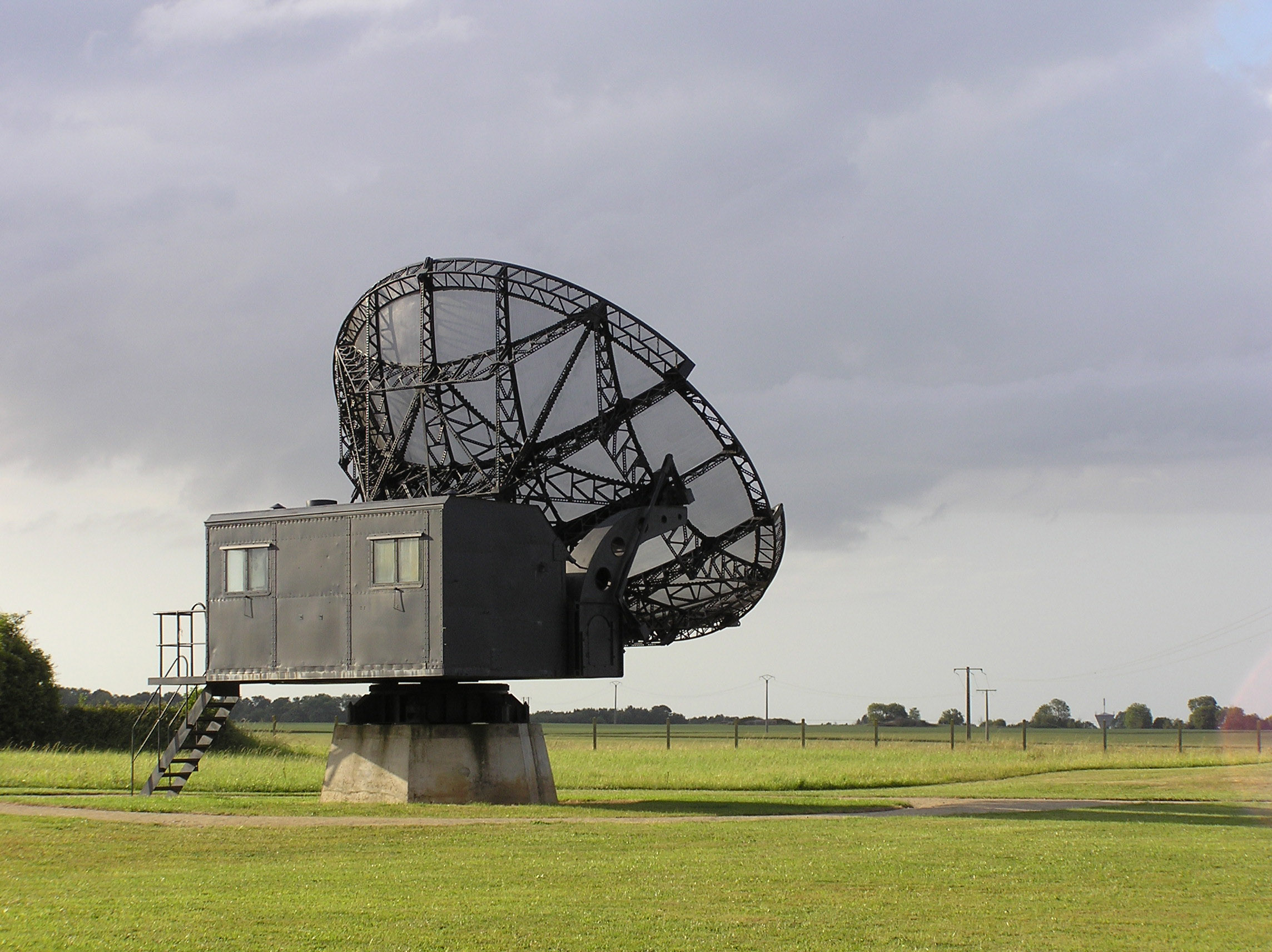
Impianto del tipo FuMg 65 installato nel nord della Francia per rilevarei la presenza di bombardieri alleati

Il Würzburg anche noto come FuMg 65 era un impianto radar che fungeva principalmente da telemetro. Impiegato nel corso della seconda guerra mondiale era stato concepito per rilevare la presenza di velivoli alleati nello spazio aereo tedesco. Si trattava di fatto di un apparecchio radar sviluppato sulla base del FuMg 39 Würzburg opportunamente modificato per essere installato sulle torri di controllo di tiro nei pressi delle diverse Flaktürme costruite a presidio delle città principali in Austria e Germania.

## Sviluppo

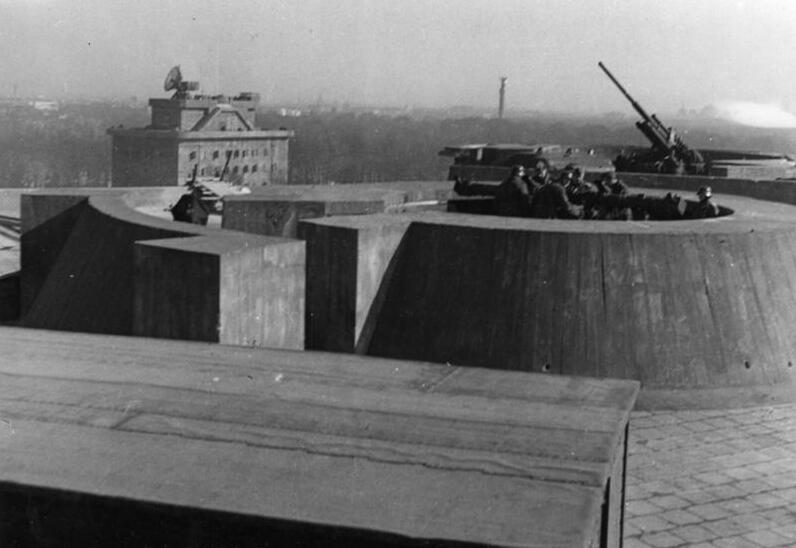
Un impianto del tipo Würzburg montato su un Flakturm tedesco a Berlino nei pressi del Zoogarten

Le origini di questo apparecchio radar risalgono alle specifiche esigenze avanzate dal generale Josef Kammhuber, a capo degli stormi aerei di caccia addetti alla difesa aerea notturna nei cieli tedeschi e nella conseguente realizzazione della Kammhuber-Linie. Si trattava di una linea di difesa aerea lunga circa mille chilometri che si estendeva dalla Danimarca alla Francia con il compito di intercettare apparecchi nemici diretti verso la Germania. La linea era dotata di numerose postazioni di rilevamento dotate di vedette, fari e di una complessa rete di comunicazione che permetteva di trasmettere in tempo reale gli avvistamenti. Da qui scaturì l'esigenza di disporre di adeguati impianti radar non solo in grado di rilevare la presenza di apparecchi nemici nei cieli ma anche di guidare il tiro della contraerea da terra. A tale proposito fu sviluppato il sistema radar Würzburg che doveva disporre di un adeguato raggio di azione. Pur trattandosi di un impianto radar molto primitivo diede una discreta prova di sé, quantomeno permettendo la rilevazione degli apparecchi, anche se la direzione del tiro risultava ancora relativamente poco precisa.

## Modelli
Il sistema Würzburg venne dispiegato in varie versioni nel corso della guerra. 
- Würzburg A: era operato manualmente, con gli operatori che puntavano il fascio sul bersaglio mantenendo al massimo il segnale sul schermo ad oscilloscopio. Poiché la potenza del segnale variava notevolmente per interferenze e motivi tecnici, il sistema non era molto preciso e generalmente era richiesto l'uso di un proiettore da ricerca per individuare il bersaglio una volta che il radar ne aveva stabilito approssimativamente la posizione. Nonostante ciò uno dei primissimi Würzburg rivendicò un abbattimento già nel maggio 1940, trasmettendo per via telefonica i dati di tiro ad una batteria antiaerea.
- Würzburg B: la versione B del Würzburg incorporava un rilevatore infrarosso per ottenere una maggiore precisione, ma questo dispositivo si rivelò inutilizzabile e la produzione fu subito interrotta.

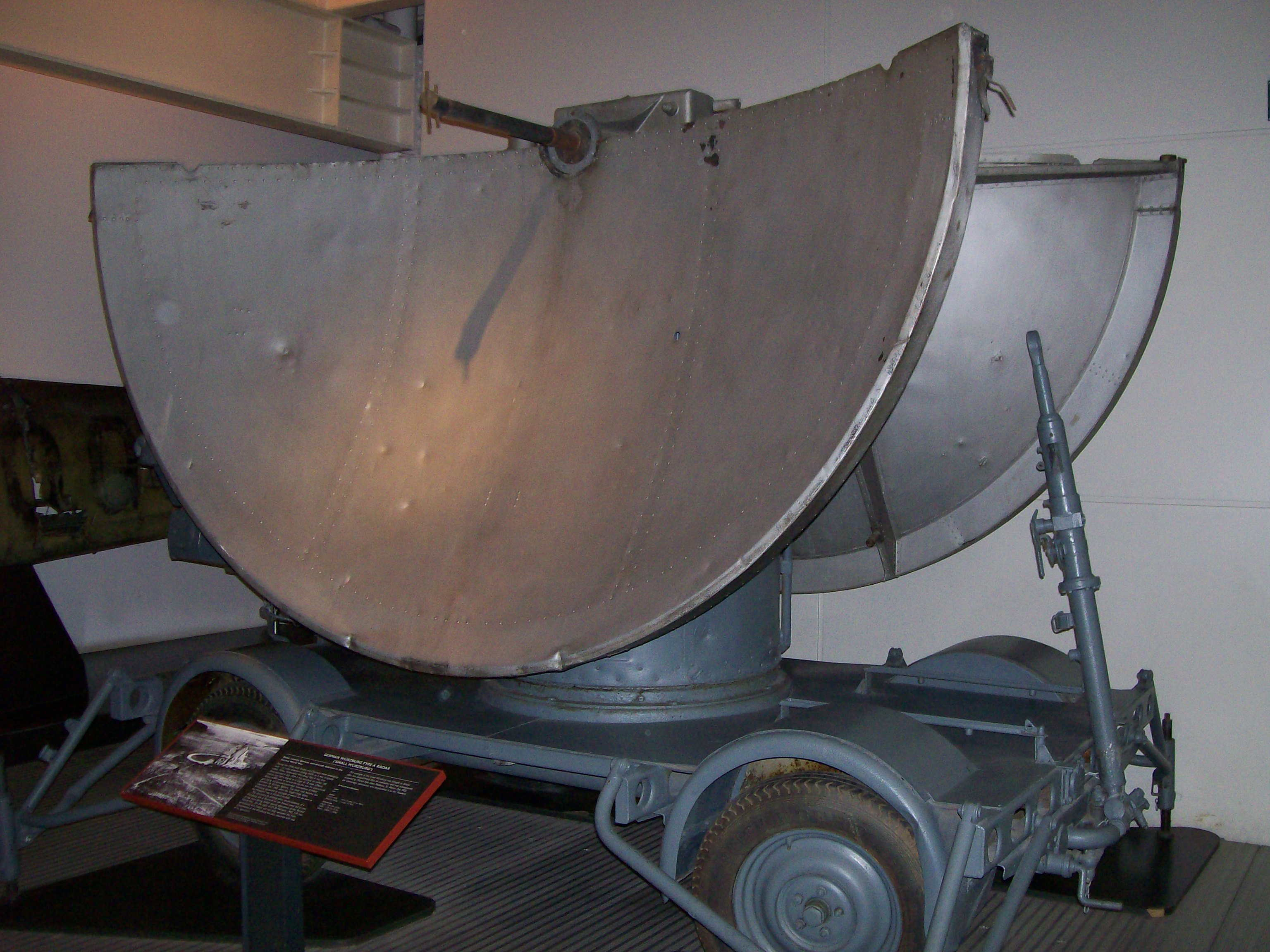
Würzburg su rimorchio.

- Würzburg C: questa versione, per aumentare la precisione, adottava il lobe-switching.
- Würzburg D: introdotto nel 1941, ha aggiunto un sistema a scansione conica. Fu utilizzato dal Regio Esercito con la denominazione Radio Detector Telemetro "Volpe" ed associato alla centrale di tiro Mod. Borletti-Galileo-San Giorgio per la direzione delle batterie da 90/53.
- FuMG 65 Würzburg-Riese (Würzburg gigante): prodotto al fine di fornire un sistema con precisione molto maggiore, era basato sull'elettronica del modello D, ma con un'antenna molto più grande, da 7,4 metri, ed un trasmettitore più potente con una portata di 70 km. La precisione arrivava così a 0,2 gradi in azimuth e 0,1 gradi in elevazione, più che sufficienti per la direzione del tiro dei cannoni antiaerei. Questo sistema era ormai troppo grande per essere trasportato su un rimorchio stradale e venne quindi adattato all'installazione su carrozza ferroviaria, versione conosciuta come Würzburg-Riese-E, prodotta in 1500 esemplari durante la guerra.